# Spider-Man: Far From Home
Spider-Man: Far From Home ist ein US-amerikanischer Science-Fiction-Actionfilm von Jon Watts, der am 2. Juli 2019 in die US-amerikanischen und zwei Tage später in die deutschen Kinos kam. Es handelt sich um eine Fortsetzung von Spider-Man: Homecoming aus dem Jahr 2017 sowie von Avengers: Endgame aus demselben Jahr. Der Film wurde von Columbia Pictures und Marvel Studios produziert und ist innerhalb des Marvel Cinematic Universe (MCU) der insgesamt 23. Film und der zweite Solofilm der Titelfigur.

## Handlung
Nick Fury und Maria Hill begeben sich in das Städtchen Ixtenco in Mexiko, dessen Einwohner von einem energiereichen Zyklon berichtet haben, der ein Gesicht getragen haben soll und hier vieles zerstört hat. Ein Unbekannter stößt zu ihnen und hilft, die Kreatur zu bekämpfen.
In New York City startet an der Midtown Technical High School unterdessen das neue Schuljahr. Seit dem sogenannten „Blip“, mit dem die Avengers die Menschen zurückgeholt haben, die Thanos’ fatales Fingerschnipsen fünf Jahre zuvor verschwinden ließ, sind nunmehr acht Monate vergangen. Die Schüler sind nun wieder vereint, doch die zurückgeholten sind nicht älter geworden. Als eine Klassenfahrt nach Europa angesetzt wird, plant Peter Parker, seiner Klassenkameradin MJ dort seine Liebe zu gestehen. Er hält den Eiffelturm für einen geeigneten Ort. Tante May, die mittlerweile von Peters Superheldenexistenz weiß, präsentiert Spider-Man der Presse, doch die Fragen über die Avengers überfordern den Teenager. Peter will den Ausflug nach Europa nutzen, um sich um Dinge zu kümmern, die nichts mit seinem Dasein als Superheld zu tun haben, und beschließt, seine Anzüge zurückzulassen. Im Flugzeug läuft nicht alles wie geplant, als Brad während des Fluges neben MJ sitzen darf, der auch ein Auge auf seine Klassenkameradin geworfen hat. Sein bester Freund Ned kommt jedoch unerwartet Betty während des Fluges näher.
Nachdem sie in Venedig gelandet sind und sich entlang der Wasserstraßen der Stadt bewegen, erscheint ein riesiges Wassermonster. Der Unbekannte vom Beginn des Films taucht erneut auf und bekämpft gemeinsam mit Peter die Kreatur, die die schönsten Gebäude der Stadt zu zerstören droht. Ihnen gelingt es, das Monster zu besiegen. In dem kleinen Hotel am Wasser, in dem Peters Klasse untergebracht wurde, bekommt er unerwarteten Besuch von Nick Fury. Dieser händigt ihm Tony Starks Brille aus, die für dessen Nachfolger bestimmt ist. Ausgestattet ist diese mit der künstlichen Intelligenz E.D.I.T.H., die Zugriff auf alle Datenbanken von Stark Industries hat und die Kontrolle über alle Sicherheitssysteme ermöglicht. Nick Fury stellt ihm zudem die Agenten Maria Hill und Dimitri vor, aber auch den Unbekannten, der als Quentin Beck vorgestellt wird, von den Menschen nach seinem Einsatz gegen das Wassermonster nunmehr „Mysterio“ genannt. Er stammt ebenfalls vom Planeten Erde, jedoch aus einer anderen Dimension des Multiversums. Er erzählt Peter von den „Elementals“, die seine Welt zerstört und seine Familie ausgelöscht haben. Drei von diesen, die nun die Erde bedrohen, konnte er bisher vernichten, lediglich ein Feuermonster gilt es noch zu besiegen, dessen Auftauchen in Prag vermutet wird.

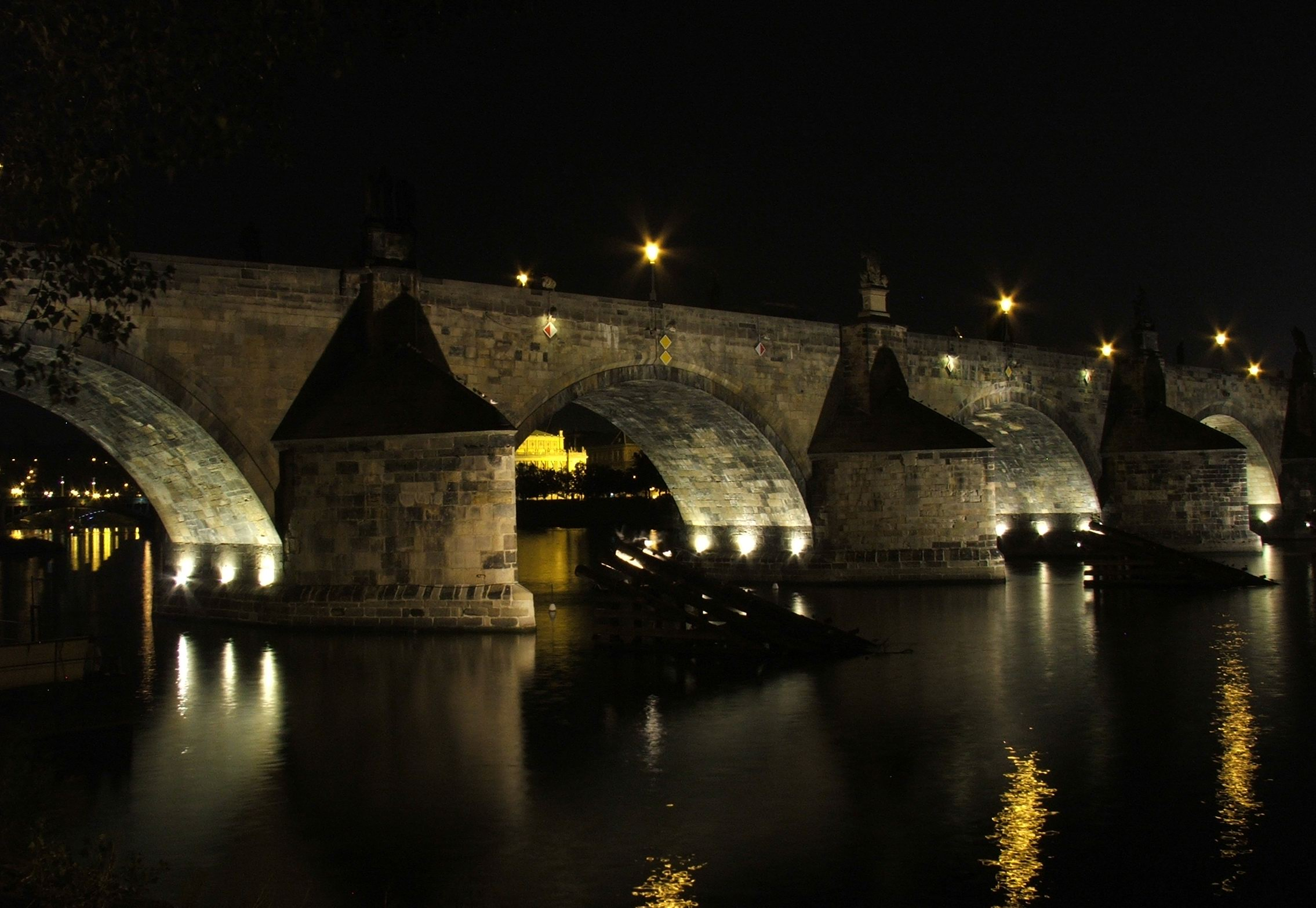
Bei einem abendlichen Spaziergang auf der Karlsbrücke in Prag gesteht Peter seiner Klassenkameradin MJ, Spider-Man zu sein

Da Peter, um weiter seine Klassenfahrt genießen zu können, S.H.I.E.L.D. nicht bei der Bekämpfung des Feuermonsters helfen will, übernimmt Nick Fury die Kontrolle über den weiteren Verlauf der Ereignisse, indem er die Klassenfahrt nach Prag umleitet. Dimitri holt die Schüler ab und chauffiert sie durch Österreich in die Tschechische Republik. In Prag findet gerade das alljährliche Lichterfestival statt. Da Peter seine Klassenkameraden von der dort erwarteten Bedrohung fernhalten will, lotst er sie in eine vierstündige Aufführung einer Oper. Hier muss er MJ alleine mit Brad zurücklassen, um Mysterio im Kampf gegen das Feuerelemental zu unterstützen. Beck stürzt sich todesmutig auf die Kreatur und vernichtet sie. Zurück im Hotel erzählen Peters Klassenkameraden ihm, das nächste Ziel ihrer Reise sei nun Berlin. Bei einem abendlichen Spaziergang auf der Karlsbrücke gesteht er MJ, Spider-Man zu sein, was diese allerdings schon seit Längerem ahnte. Ein von ihr auf der Straße nach dem letzten Kampf gefundenes Stück eines holographischen Projektors, das sie ihm zeigt, lässt Peter vermuten, dass er von Beck hintergangen wurde und die Elementals nur von ihm generierte Illusionen sind. Mittlerweile hat er diesem jedoch schon die Kontrolle über E.D.I.T.H. übertragen, weil er in Beck den vorherbestimmten Nachfolger seines früheren Mentors Tony Stark gesehen hatte. Beck stellt sich als ein früherer Partner von Tony Stark heraus, der die S.E.N.F.-Technologie erfunden hat und fortan versucht, sich mit Hilfe von anderen ehemaligen Mitarbeitern von Stark als neuer Superheld und Beschützer der Erde zu inszenieren.
In Berlin sucht Peter Nick Fury bei Europol auf, muss jedoch erkennen, dass alles, was er in Berlin erlebt, ebenfalls nur eine von Beck durch Starks S.E.N.F.-Technologie erzeugte Illusion ist. Somit hat Peter zuvor gegenüber Beck offenbart, dass auch MJ und Ned von dessen Absichten wissen, woraufhin diese von Beck ebenfalls zu Zielen erklärt werden. Von Beck vor einen Zug geworfen, erwacht Peter in Broek op Langedijk in den Niederlanden, wo er von Happy Hogan abgeholt und per Flugzeug nach London gebracht wird. Peter will dort Becks Illusion durchbrechen und die Kontrolle über E.D.I.T.H. wieder zurückerlangen. In einem Kampf auf der Tower Bridge wird Beck schließlich versehentlich von einer der von ihm gesteuerten Drohnen erschossen. Nachdem alles vorbei ist, gestehen sich Peter und MJ ihre Liebe.
In der Mid-Credit-Szene beschuldigt der Herausgeber des DailyBugle J. Jonah Jameson Spider-Man, für die Angriffe der Elementals verantwortlich zu sein. Er sendet zudem gefälschtes Filmmaterial über den Vorfall, das manipuliert wurde, um Parker als den Mörder von Beck hinzustellen und als Spider-Man zu entlarven. In der Post-Credit-Szene sind die Skrulls Talos und Soren zu sehen, die sich die ganze Zeit auf Anweisung vom echten Nick Fury als Fury und Hill ausgegeben hatten. Nick Fury befand sich während des Vorfalls auf einem Skrull-Raumschiff, das er auch kommandiert.

## Produktion

### Stab und Besetzung

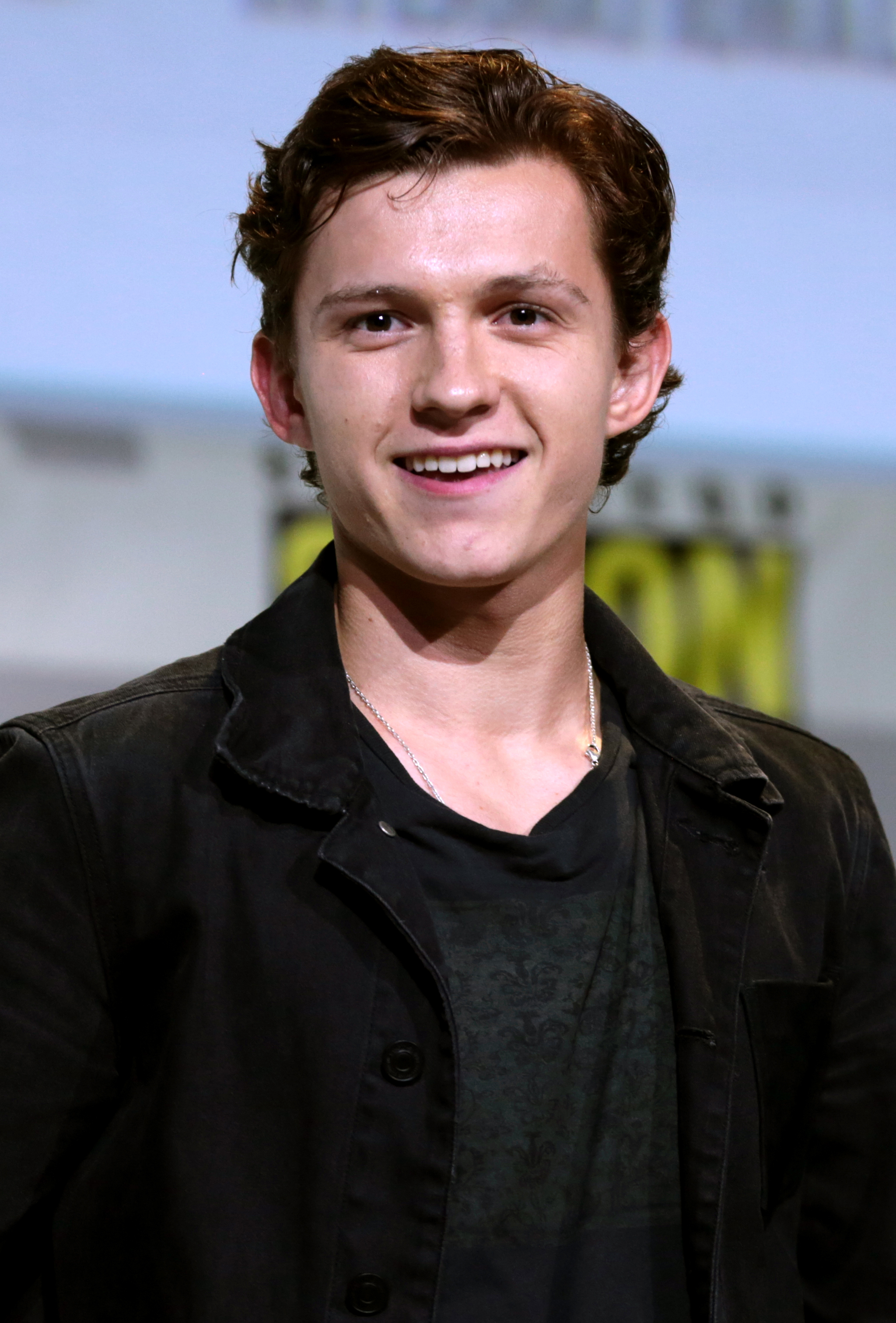
Tom Holland übernahm im Film abermals die Rolle von Spider-Man

Regie führte wie im Vorgängerfilm Spider-Man: Homecoming Jon Watts. Dieser hatte weltweit 880,2 Millionen US-Dollar eingespielt, wodurch er auf Platz 6 der erfolgreichsten Filme des Jahres 2017 landete. Chris McKenna und Erik Sommers kehrten ebenfalls als Drehbuchautoren zurück. Des Weiteren soll Marvel versucht haben, Adam McKay zu verpflichten, der bei der Entwicklung des Films helfen sollte. McKay sei zwar sehr interessiert gewesen, lehnte allerdings aufgrund anderer Projekte ab.
Auch die Hauptrolle von Peter Parker alias Spider-Man wurde abermals mit Tom Holland besetzt. Im Film soll er insgesamt vier verschiedene Anzüge tragen, darunter einen, den er von Nick Fury persönlich bekommt, damit er sich der Öffentlichkeit entziehen kann. Jake Gyllenhaal soll den Bösewicht Mysterio spielen, der im Film laut Regisseur Jon Watts allerdings eine freundschaftliche Beziehung zu Spider-Man haben und für ihn ein „cooler Onkel“ sein soll. In den Comics war der gelernte Stuntman hingegen ein Schurke, der durch Illusionen und Tricks den Anschein erwecken wollte, er wäre ein Held. Dabei arbeitete er meistens allein, schloss sich teilweise aber auch den Sinister Six an. Um im Film den Bezug zum MCU zu festigen, wurden in seinem Anzug Einflüsse von Iron Man, Thor und Black Panther verarbeitet. Durch Concept Artist Ryan Meinerding seien zudem Runenelemente, mystische Zeichen und eingravierte Gesichter hinzugekommen, wodurch die maschinell geprägte Moderne mit antiken Elementen kombiniert wurde. Der für Mysterio typische kugelförmige Helm hätte hingegen mit Hilfe von CGI animiert werden müssen, da vergleichbare Kugeln in der richtigen Größe bis zu fünf Kilogramm gewogen hätten. Laut den Drehbuchautoren war Mysterio in frühen Drehbuchfassungen ein Skrull. Als beide überlegten, auf welche unterhaltsame Weise man das Publikum reinlegen könnte, entschied man sich letztendlich dazu, Mysterio zum Trickbetrüger zu machen.
Im Juli 2018 wurde bekannt, dass J.B. Smoove im Film eine Hauptrolle erhalten hat. Auch Numan Acar befindet sich auf der Besetzungsliste und übernimmt die Rolle von Dimitri, eines Mitglieds der Einsatztruppe von Nick Fury. Anfang August 2018 wurde bestätigt, dass Samuel L. Jackson und Cobie Smulders Teil des Cast sind. Zwischen Fury und Spider-Man soll sich dabei laut Tom Holland aufgrund ihrer Gegensätzlichkeit eine lustige Dynamik entwickeln. Im September 2018 wurde durch ein Setvideo von den Dreharbeiten in London, auf dem auch Jackson und Smulders zu sehen sind, die Rückkehr von Jon Favreau bekannt. In der Kinofassung ist schließlich auch J. K. Simmons als J. Jonah Jameson zu sehen. Diese Rolle verkörperte er bereits in den Filmen Spider-Man, Spider-Man 2 und Spider-Man 3 von Sam Raimi. Über Simmons’ Besetzung äußerte sich Kevin Feige, Simmons habe bereits vor einigen Jahren erklärt, dass er in weiteren Spider-Man-Filmen auftreten wolle. In Spider-Man: Homecoming hätte es nicht gepasst, aber da Spider-Man: Far From Home größtenteils außerhalb von New York City spiele, dachte man sich, dies sei die perfekte Gelegenheit, „eine Reihe von Dingen zu tun“. Weiter führte er aus, man habe J. Jonah Jameson „in einen dieser zeitgenössischen links- und rechtsradikalen Journalisten verwandeln, die schreiend vor der Kamera stehen“, da ein Zeitungsverkäufer nicht in die moderne Welt passe. Die anfangs als Gegenspieler erwarteten Vulture und Scorpion aus dem Vorgänger, verkörpert von Michael Keaton und Michael Mando, haben letztendlich keinen Auftritt im Film. Dies begründete Watts damit, dass man keinen Moment gefunden habe, wo beide in die Geschichte gepasst hätten, und man sie nicht nur in einem unnötigen Cameo auftreten lassen wollte. Stattdessen soll ein Auftritt von Anthony Mackie als Sam Wilson alias Falcon am Ende des Films kurzzeitig im Gespräch gewesen sein. Letztendlich habe man sich allerdings gegen dieses Vorhaben entschieden, um so den Fokus wieder darauf zu legen, dass Peter Parker der einzig verfügbare Superheld sei. Auch habe man überlegt, Donald Glover erneut, als Aaron Davis auftreten zu lassen, verwarf diese Idee allerdings, da man nicht zu viel Zeit in New York City verbringen wollte.

### Synchronisation
Die deutsche Synchronisation entstand nach einem Dialogbuch und unter der Dialogregie von Björn Schalla im Auftrag der FFS Film- & Fernseh-Synchron GmbH, Berlin.

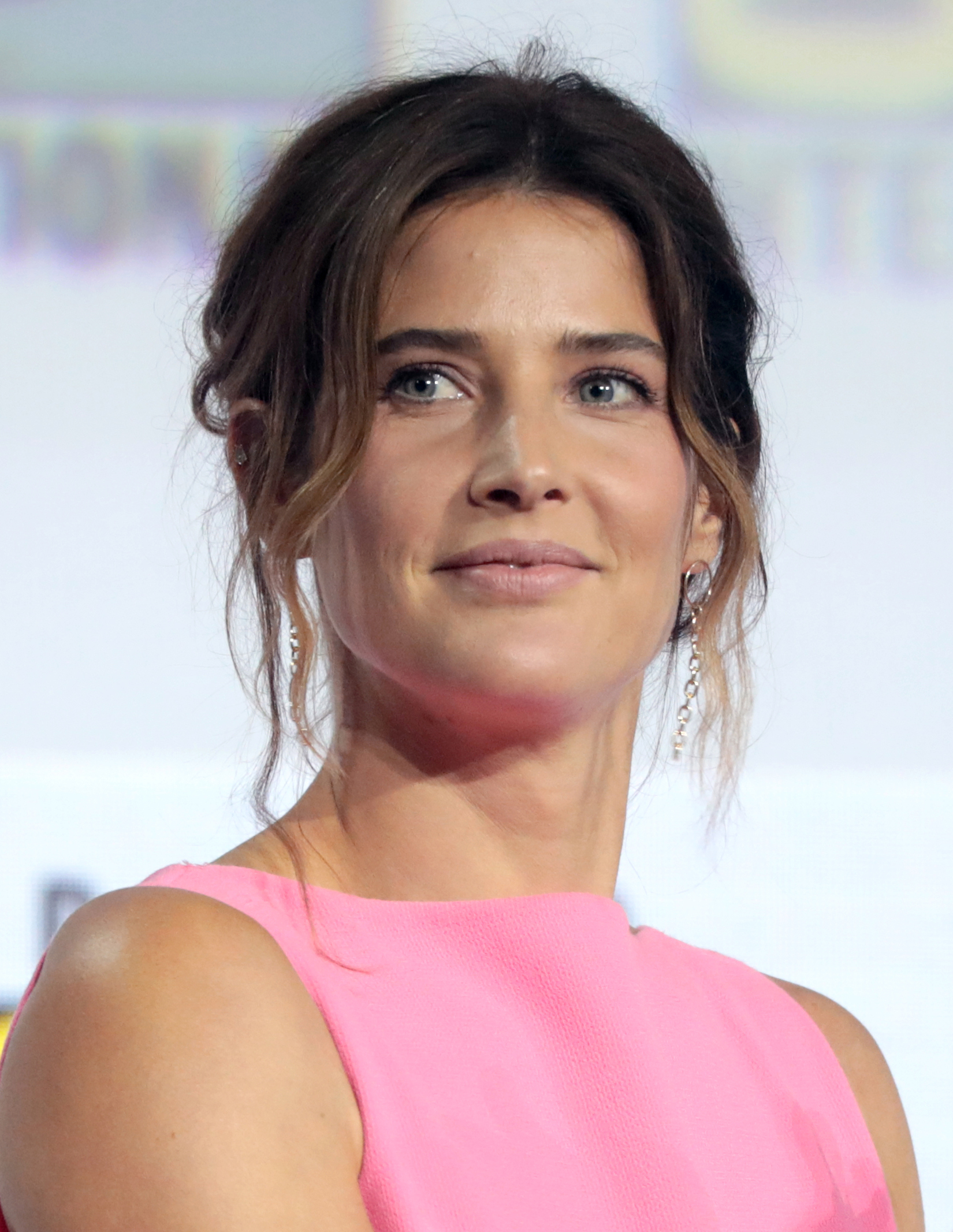
Cobie Smulders spielt Maria Hill

| Rolle                     | Darsteller          | Synchronsprecher         |
| ------------------------- | ------------------- | ------------------------ |
| Peter Parker / Spider-Man | Tom Holland         | Christian Zeiger         |
| Quentin Beck / Mysterio   | Jake Gyllenhaal     | Marius Clarén            |
| Nick Fury                 | Samuel L. Jackson   | Engelbert von Nordhausen |
| Maria Hill                | Cobie Smulders      | Christine Stichler       |
| „Happy“ Hogan             | Jon Favreau         | Michael Iwannek          |
| May Parker                | Marisa Tomei        | Claudia Lössl            |
| Michelle „MJ“ Jones       | Zendaya             | Marcia von Rebay         |
| Ned Leeds                 | Jacob Batalon       | Sebastian Fitzner        |
| Betty Brant               | Angourie Rice       | Jodie Blank              |
| Brad Davis                | Remy Hii            | Max Felder               |
| Roger Harington           | Martin Starr        | Rainer Fritzsche         |
| Julius Dell               | J. B. Smoove        | Oliver Siebeck           |
| Dimitri                   | Numan Acar          | Werner Böhnke            |
| Jason Ionello             | Jorge Lendeborg Jr. | Marco Eßer               |
| J. Jonah Jameson          | J. K. Simmons       | Axel Lutter              |
| Talos                     | Ben Mendelsohn      | Torsten Michaelis        |

### Dreharbeiten und Filmmusik

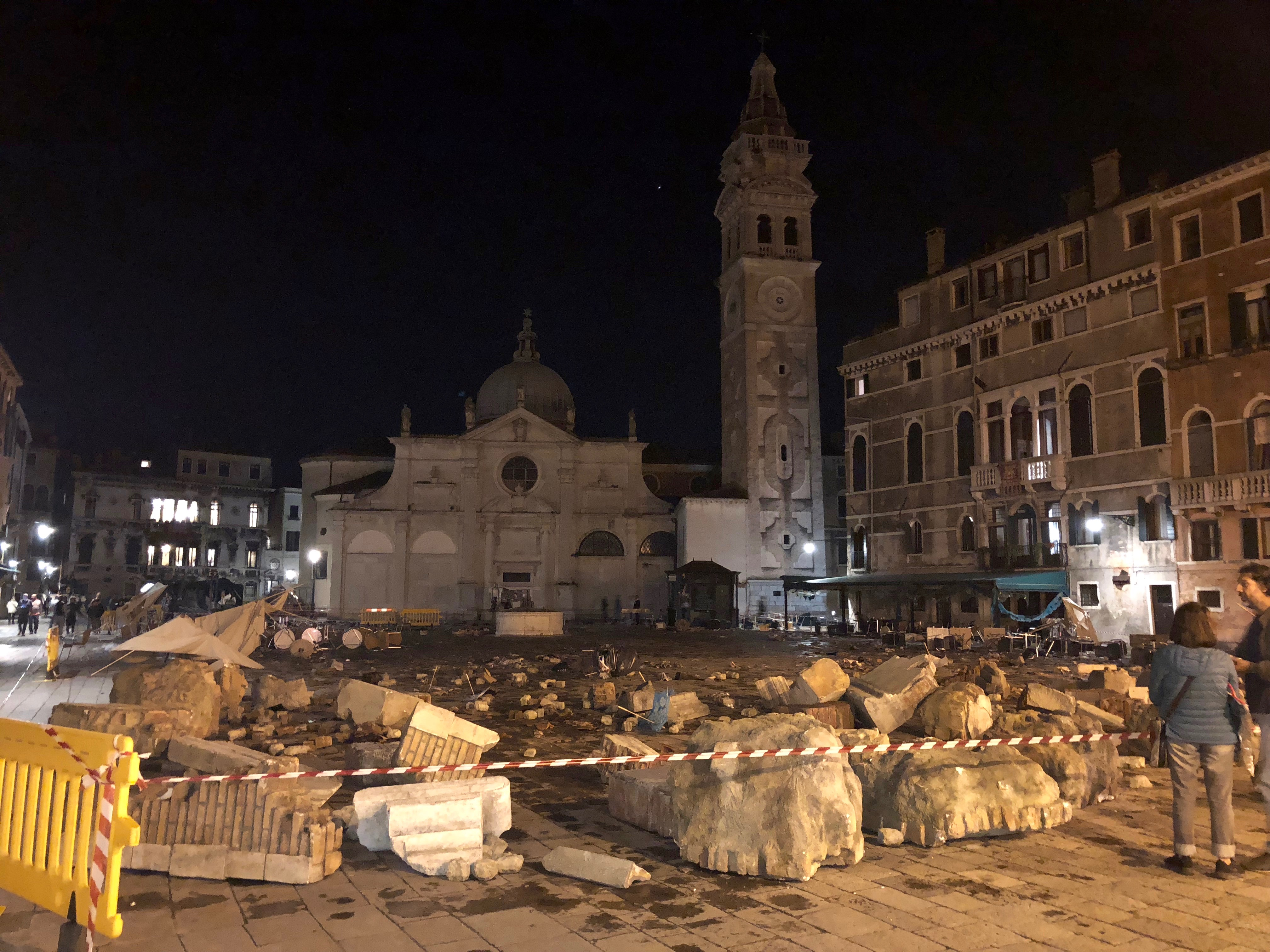
Das Filmset in Venedig, das erste Ziel während der Klassenfahrt von Peter Parker

Die Dreharbeiten begannen am 2. Juli 2018 in den Warner Bros. Studios, Leavesden in Hertfordshire, einer Region nördlich von London. Dort baute man unter anderem Sets für eine zerbombte mexikanische Kleinstadt, eine ausgebrannte Bar in Prag und einen umgestürzten Glockenturm in Venedig. Für den italienischen Schauplatz rekonstruierte man zudem einen kompletten Ausschnitt der Lagunenstadt inklusive Fischmarkt, Cafés, Läden, verzierten Häusern und Gondeln auf einem großen Wassertank. Später wurden die Dreharbeiten direkt in London, unter anderem nahe der Tower Bridge, fortgesetzt. Anfang September wurde zudem bekannt, dass man auch in Tschechien drehen wolle. Neben Prag, wo man Mitte September 2018 zu filmen begann, wurden auch in Liberec für 21 Tage als „Prag-Set“ gedreht, wodurch die Stadt etwa 1,17 Millionen Euro einnehmen konnte, die in die städtische Wirtschaft geflossen seien. Von dort gab es auch die ersten Setfotos, die Gyllenhaals Mitwirken am Film endgültig bestätigten. Anfang Oktober erfolgten weitere Aufnahmen in Venedig. Ursprünglich wurde dem Produktionsteam davon abgeraten, in der italienischen Stadt zu drehen, da es durch das Autoverbot zu logistischen Problemen mit der Ausrüstung kommen könne. Abschließend drehte man für einige Tage in New York City, bis die Dreharbeiten schließlich am 16. Oktober 2018 beendet wurden. Aufgrund der vielen Schauplätze beschrieb Watts den Film als eine Art „Action-Reise-Film“, der optisch an einigen Stellen sehr an Die Bourne Identität erinnern und sich wie ein James-Bond-Film anfühlen solle.
Im Oktober 2018 wurde bekannt, dass Michael Giacchino für die Filmmusik verantwortlich sein wird. Dieser begann am 24. April 2019 damit, den Score zu komponieren. Der Soundtrack, der insgesamt 25 Musikstücke umfasst, wurde am Tag des US-Kinostarts von Sony Classical als Download und wenig später auf CD veröffentlicht.

### Marketing und Veröffentlichung
Im Juni 2018 verriet Hauptdarsteller Tom Holland mit Spider-Man: Far From Home den Titel des Films. Am 22. August 2018 wurde von Sony das offizielle Logo zum Film vorgestellt. Am 8. Dezember 2018 bekamen Besucher der Comic Con Experience in Brasilien einen exklusiven Trailer sowie die Vorstellung von Jake Gyllenhaal zu sehen. Am 15. Januar wurde der erste Trailer, der mit 130 Millionen plattformübergreifenden Aufrufen innerhalb von 24 Stunden einen neuen Studiorekord für Sony aufstellte, zusammen mit dem offiziellen Poster vorgestellt. Ende März erschienen drei weitere Poster, die Spider-Man an Schauplätzen in Berlin, Venedig und London zeigen. Mit der Veröffentlichung des zweiten Trailers am 6. Mai 2019 wurde enthüllt, dass der Film zeitlich gesehen nach Avengers: Endgame spielen wird, was zuvor Thema vieler Spekulationen war. Dieser Trailer konnte in den ersten 24 Stunden nach Veröffentlichung plattformübergreifend 135 Millionen Aufrufe verzeichnen und damit den Studiorekord des ersten Trailers überbieten.
Die Weltpremiere erfolgte am 26. Juni 2019 im TCL Chinese Theatre in Hollywood. Am 2. Juli 2019 kam der Film in die US-amerikanischen und zwei Tage später in die deutschen Kinos. Der Kinostart in China erfolgte bereits am 28. Juni 2019.
Die aus dem Film geschnittenen Szenen, die größtenteils von Peter Parkers Vorbereitungen auf die Europareise handeln, wurden zusammen als eigener kleiner Kurzfilm mit dem Namen Peters To-Do-Liste (Peter’s To-Do List) digital und auf der DVD und Blu-ray veröffentlicht.
Am 29. August 2019 kam Spider-Man: Far From Home in den USA und in Kanada in einer neuen Schnittfassung in die Kinos. Diese enthält sieben Minuten an zuvor geschnittenen Szenen.
In den Vereinigten Staaten ist der Film seit dem 17. September 2019 digital erhältlich und erschien am 1. Oktober 2019 auf DVD, Blu-ray und UHD-Blu-ray. In Deutschland erfolgte die digitale Veröffentlichung am 1. November, die Veröffentlichung auf DVD, Blu-ray und UHD-Blu-ray am 14. November 2019.

## Rezeption

### Altersfreigabe
In den USA wurde der Film von der MPAA als PG-13 eingestuft. In Deutschland wurde der Film von der FSK ab 12 Jahren freigegeben, ist in Begleitung der Eltern jedoch bereits ab 6 Jahren erlaubt. In der Freigabebegründung heißt es, der Film weise viele turbulente Action- und Kampfszenen auf, die ausgesprochen jugendaffine Hauptfigur eigne sich dabei jedoch als positive Identifikationsfigur.

### Kritiken
Erste Stimmen nach Wegfall des Presse-Embargos waren überwiegend positiv. So wurde vor allem die Darstellung von Gyllenhaal, die gute Mischung aus Action, Humor und Wendungen sowie der Umgang mit dem Ende von Avengers: Endgame und dem damit verbundenen Tod von Tony Stark gelobt. Zudem hätte der Film den „Geist der Comics“ gut eingefangen. Ein Kritikpunkt war, dass die emotionale Entwicklung der Hauptfigur etwas in den Hintergrund gerückt werde, obwohl Holland den Titelhelden charmant verkörpere.
Der Film konnte 91 Prozent der Kritiker bei Rotten Tomatoes überzeugen und erhielt hierbei eine durchschnittliche Bewertung von 7,4 der möglichen 10 Punkte. Zudem ging der Film aus den 21. Annual Golden Tomato Awards in der Kategorie Best Comic Book Movies 2019 als Zweitplatzierter hervor.
Stephanie Zacharek vom Time Magazine meint, der unterhaltsame Film konzentriere sich auf alles, was an Peter Parker und seinem Alter Ego am attraktivsten sei. Dies sei hauptsächlich die Tatsache, dass er noch nicht aus dem Teenageralter herausgewachsen ist und Superkräfte besitzt, die er nicht vollständig kontrollieren kann. Der Film und die Darsteller seien so unterhaltsam, dass es fast wie eine Belastung wirke, wenn Spider-Man: Far from Home seiner Aufgabe nachkommt, ein klassischer Superheldenfilm zu sein.
Mark Kennedy von der Associated Press schreibt, wenn Peter Parker in Spider-Man: Homecoming die New Yorker Fähren von Coney Island und Staten Island gegen berühmte Städte wie Venedig, Berlin, London und Prag tausche, sei es seltsam aufregend zu sehen, wie er sich über alte Glockentürme statt über Wolkenkratzer in Manhattan schwingt. Kennedy erklärt weiter, die erste Hälfte von Spider-Man: Far From Home könnte für sich allein stehen, wenn Parker versucht, MJ zu erobern und gleichzeitig mit einer zerlumpten Gruppe von Superhelden gegen riesige Monster kämpft. In der zweiten Hälfte würden die Dinge geradezu bizarr, da der Film ein paar Gänge nach oben schaltet und fast an Produktionen wie Saved By the Bell und The Matrix erinnere.
Julia Haungs von SWR2 Kultur Info meint, als ehemaliger Tänzer und Turner gebe Tom Holland dem Titelhelden eine absolut überzeugende Physis, und auch den schüchternen, verliebten Jüngling nehme man ihm ab. So langsam Regisseur Jon Watts die erste Hälfte des Films anlegt, so rasant gestalte er die zweite, in der der junge Held weitgehend auf sich allein gestellt ist, so Haungs weiter: „In routiniert spektakulären Actionszenen fliegt den Zuschauern halb Europa um die Ohren. Die interessanteren Kampfszenen sind allerdings die, die in psychedelisch anmutende Fantasien abtauchen.“ In diesen alptraumhaften Sequenzen webe der Film ein dichtes Netz aus Illusionen, so Haungs: „Was ist real, was Inszenierung? An welche Gewissheiten kann man sich im Zeitalter von Fake News überhaupt noch halten?“ In Spider-Man: Far From Home seien nicht einmal die Superhelden vor ihm geschützt, und mit dieser Doppelbödigkeit ziehe der Film eine Metaebene ein, die ihn zu einem würdigen Abschluss der Avengers-Infinity-Saga mache.

### Einordnung in das MCU
Spider-Man: Far From Home ist sowohl die Fortsetzung für Spider-Man: Homecoming als auch für Avengers: Endgame. Zudem schließt der Film die Infinity-Saga sowie die dritte Phase des Marvel Cinematic Universe ab und fungiert als Epilog zur Saga beziehungsweise zu Avengers: Endgame. Die Filmkritikerin Antje Wessels schreibt, vor der Kulisse eines mit Effekten vollgepumpten Blockbusters sei den Machern eine emotionale Aufbereitung der Ereignisse gelungen, die viel darüber aussagt, was für eine riesige Lücke die Ereignisse in Endgame hinterlassen haben.

### Einspielergebnis
Am Starttag konnte Spider-Man: Far From Home 39,2 Millionen US-Dollar an den nordamerikanischen Kinokassen einspielen, wodurch er den erfolgreichsten Dienstagsstart aller Zeiten verzeichnen konnte. Am darauffolgenden Mittwoch kamen weitere 27 Millionen dazu, was keinem Film zuvor gelang, der nicht an diesem Wochentag in den Kinos anlief. Erste Prognosen, nach denen er am Startwochenende bis zu 160 Millionen US-Dollar an den US-amerikanischen Kinokassen einspielen könnte, konnte er mit Einnahmen von 185 Millionen US-Dollar überbieten. In China spielte der Film an seinem Startwochenende rund 97,5 Millionen US-Dollar ein. Insgesamt konnte der Film an diesem Wochenende, zehn Tage nach dem ersten Kinostart auf dem asiatischen Filmmarkt, 580 Millionen US-Dollar umsetzen. Zu diesen Zahlen trugen in Deutschland inklusive Mittwochs-Previews 490.000 Kinobesucher bei, wodurch der Film auf Anhieb auf dem ersten Platz der Kino-Charts einsteigen konnte. Am zweiten Wochenende konnte Spider-Man: Far From Home mit Einnahmen von 45,3 Millionen US-Dollar die Spitzenposition in Nordamerika verteidigen, erreichte in Deutschland mit 310.000 Besuchern und einem Umsatz von rund 3,2 Millionen Euro allerdings nur den zweiten Platz der Kino-Charts.
Die gesamten weltweiten Einnahmen des Films aus Kinovorführungen belaufen sich auf 1,13 Milliarden US-Dollar, womit er sich auf Platz 4 der erfolgreichsten Filme des Jahres 2019 und auf Platz 31 (Stand: 31. Dezember 2024) der weltweit erfolgreichsten Filme aller Zeiten befindet. Außerdem konnte er im August 2019 James Bond 007: Skyfall an den Kinokassen überholen, wodurch er zum finanziell erfolgreichsten Film von Sony wurde. In Deutschland verzeichnete der Film 1.772.570 Besucher, durch die er 17,3 Millionen Euro einspielen konnte und sich auf Platz 14 der Jahres-Charts 2019 befindet.

### Auszeichnungen
Annie Awards 2020
- Nominierung in der Kategorie Best Character Animation — Live Action[70]

Critics’ Choice Movie Awards 2020
- Nominierung als Bester Actionfilm

Dragon Awards 2019
- Nominierung als Bester Science-Fiction- oder Fantasyfilm[71]

Hollywood Critics Association Awards 2020
- Nominierung als Bester Blockbuster[72]

Hollywood Music in Media Awards 2019
- Nominierung für die Beste Filmmusik – Science-Fiction- oder Fantasyfilm (Michael Giacchino)[73]

National Film & TV Awards 2019
- Auszeichnung als Bester Nebendarsteller 2019 (J. B. Smoove)
- Nominierung als Bester Schauspieler 2019 (Tom Holland)
- Nominierung als Beste Nebendarstellerin 2019 (Zendaya)
- Nominierung als Bester Film 2019[74]

Nickelodeon Kids’ Choice Awards 2020
- Auszeichnung als Bester Superheld (Tom Holland, gemeinsam mit Avengers: Endgame)[75]
- Nominierung als Bester Film
- Nominierung als Beste Schauspielerin (Zendaya)
- Nominierung als Bester Schauspieler (Tom Holland)[76]

People’s Choice Awards 2019
- Auszeichnung als Female Movie Star of 2019 (Zendaya)
- Auszeichnung als Action Movie Star of 2019 (Tom Holland)
- Nominierung in der Kategorie Movie of 2019
- Nominierung in der Kategorie Action Movie of 2019
- Nominierung als Male Movie Star of 2019 (Tom Holland)[77]

Saturn-Award-Verleihung 2019
- Auszeichnung als Beste Nebendarstellerin (Zendaya)
- Auszeichnung als Bester Nachwuchsdarsteller (Tom Holland)
- Nominierung als Beste Comicverfilmung
- Nominierung für die Besten Spezialeffekte

Teen Choice Awards 2019
- Auszeichnung in der Kategorie Choice Summer Movie
- Auszeichnung in der Kategorie Choice Summer Movie Actor (Tom Holland)
- Auszeichnung in der Kategorie Choice Summer Movie Actress (Zendaya)[78]

Visual Effects Society Awards 2020
- Nominierung in der Kategorie Effects Simulations In A Photoreal Feature (“Molten Man”; Adam Gailey, Jacob Santamaria, Jacob Clark und Stephanie Molk)[79]

## Fortsetzungen
Im Juli 2019 wurde berichtet, dass Spider-Man: Far From Home mindestens eine Milliarde US-Dollar an den Kinokassen einspielen müsse, damit sich der Vertrag zwischen Sony und den Marvel Studios verlängere und letztere auch für einen dritten Spider-Man-Film die kreative Kontrolle behalten dürfen, während Sony nur die Vertriebsrechte besitze. Obwohl der Film dieses Einspielergebnis Ende Juli 2019 erreichen konnte, wurde einen Monat später zunächst berichtet, dass Marvel unter der Leitung von Kevin Feige zukünftig keine Kontrolle mehr über Spider-Man haben werde und dieser dadurch kein Teil des Marvel Cinematic Universe mehr sei. Ende September 2019 wurde schließlich von beiden Seiten bekanntgegeben, dass man sich auf einen neuen Vertrag geeinigt habe. Dieser beinhaltet, dass die Marvel Studios unter der Leitung von Kevin Feige die kreative Kontrolle über die Fortsetzung Spider-Man: No Way Home erhalten, die erneut von Amy Pascal produziert wird und am 17. Dezember 2021 in die US-amerikanischen Kinos kam.